# Atzhausen
Atzhausen ist ein Gemeindeteil des Marktes Kleinlangheim im Landkreis Kitzingen und gehört zum Regierungsbezirk Unterfranken in Bayern.

## Geografie
Atzhausen ist ein Haufendorf und liegt etwa zwei Kilometer nördlich des Marktes Kleinlangheim, dort wo sich Sambach und Gründleinsbach zum Castellbach vereinen. Atzhausen hat Anteil am Michelheidewald, der zu den größeren Waldgebieten des Steigerwaldvorlandes zählt. In der Gemarkung von Atzhausen liegt die Pfundmühle, die lange Zeit als Gemeindemühle die Mehlversorgung im Ort sicherstellte. 
Naturräumlich liegt Atzhausen im Albertshofener Flugsandgebiet mit seinen typischen Ebenen und dem hier betriebenen Feldgemüseanbau. Es ist Teil des ausgedehnten Steigerwaldvorlandes.

## Geschichte
Die Endung des Ortsnamens weist auf die fränkische Landnahme hin. Zum ersten Mal wurde die Vogtei 1230 genannt. Graf Rupert II. zu Castell erhielt sie als Lehen vom Hochstift Würzburg. Castell’sche Lehen hatten die Ritter von Dettelbach im 14. Jahrhundert im Ort inne. Auch die Zollner von der Hallburg übertrugen 1447 ihr halbes Dorf Atzhausen mitsamt dem Zoll den Grafen Castell. Graf Wilhelm II. verkaufte es 1448 wieder, behielt jedoch die Vogtei.
Als die Bewohner Kleinlangheims 1530 die Reformation annahmen, schloss sich Atzhausen an, da es zur Pfarrei Kleinlangheim gehörte. Mit dem Übergang der Dorfherrschaft an die katholischen Grafen von Dernbach kehrte die Gemeinde auf deren Betreiben zur katholischen Kirche zurück. 1680 erfolgte die Einpfarrung nach Wiesentheid und ab 1704 gehörte Atzhausen zum Herrschaftsbereich des Hauses Schönborn in der Grafschaft Wiesentheid. Zu seinem Besitz gehörte das Dorf bis 1806.
1972 wurde der Ort nach Kleinlangheim eingemeindet. Im Zuge der bayerischen Gebietsreform 1978 schlossen sich Markt Kleinlangheim, Großlangheim und Wiesenbronn zur Verwaltungsgemeinschaft Großlangheim zusammen.

## Kultur und Sehenswürdigkeiten

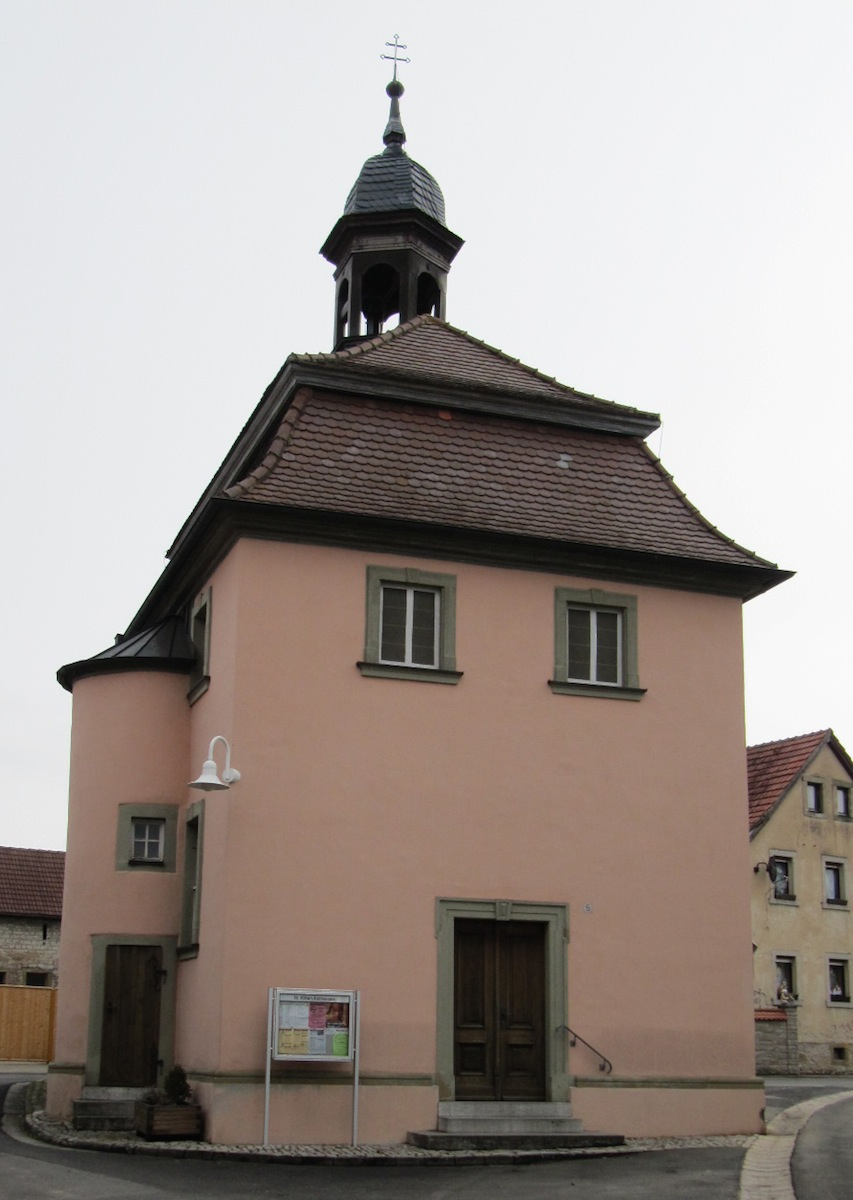
Katholische Kirche St. Kilian

### Baudenkmäler
Die katholische Kirche St. Kilian wurde um 1748 gebaut. Es handelt sich um einen zweigeschossigen Bau mit Mansarddach, Treppenturm und Dachreiter. Das Bethaus im Erdgeschoss wird immer noch als Kirchenraum genutzt. Schulraum und Lehrerwohnung darüber haben ihre ehemalige Bestimmung verloren. Die Kirche präsentiert sich als Saalbau ohne Chor. Das Gotteshaus weist zwei übereinanderliegende Fensterebenen auf.
Aus dem 18. Jahrhundert haben sich zwei Bildstöcke in Atzhausen erhalten. Am Weg zwischen Reupelsdorf und dem Dorf steht ein Bildstock von 1745 mit einem quadratischen Sockel. Im Aufsatz ist die heilige Dreifaltigkeit dargestellt. 1956 wurde der den Bildstock erneuert. Ein weiterer Bildstock zeigt ebenfalls die Dreifaltigkeit. Er wurde im Jahr 1784 geschaffen und der Aufsatz später in die Mauer eines Wirtschaftsgebäudes eingesetzt. Der jüngere Bildstock wurde nicht nachqualifiziert.

### Mineralquellen
In der Umgebung von Atzhausen existieren zwei Quellen, denen in der Vergangenheit immer wieder eine heilende Wirkung zugeschrieben wurde, da das Wasser einen hohen Mineralstoffgehalt aufweist. 1962 wurde erstmals eine Ortsbesichtigung von Geologen vorgenommen. Die sogenannte Quelle an der Grötsch-Mühle an der Straße zwischen Feuerbach und Atzhausen nahe der namensgebenden Grötsch- oder Pfundmühle fließt in den nahen Sambach ab. Die Prinzregent-Luitpold-Quelle befindet sich an der Straße zwischen Atzhausen und Düllstadt und wird in den Gründleinsbach abgeleitet. Beide Quellen wurden im 19. Jahrhundert mit Rundschächten übermauert und von der Bevölkerung zur Trinkwasserentnahme genutzt. Bei ausführlichen Wasseranalysen der beiden Quellen im Jahr 1970 stellte man fest, dass die Mineralstoffmengen knapp unter dem geforderten Mindestwert für Heilwasser liegen.

### Sage
Über das Dorf kam vor langer Zeit eine große Not: Die Menschen hatten jahrelang unter einer großen Trockenheit zu leiden. Der Regen blieb aus, stattdessen strahlte die Sonne umso stärker auf die Felder des Dorfes. In ihrer Not begannen die Familien, ihre Tiere zu schlachten. Jeder Familie wurden nur noch zwei Ziegen zugesprochen. Ein Hütejunge wurde ausgewählt. Er trieb die Ziegen auf den letzten Hügel, auf dem noch genügend Futter zu finden war. Auch nachdem die Dürre überstanden war, nannten die Atzhäuser den Berg „Geißberg“.

## Wirtschaft und Infrastruktur

### Bildung
Atzhausen liegt heute im Sprengel der Grundschule im Hauptort Kleinlangheim. Ab der 5. Klasse besuchen die Kinder die Nikolaus-Fey-Mittelschule in Wiesentheid. Weiterführende Schulen können mit der Mädchenrealschule in Volkach und mit der Realschule in Dettelbach besucht werden. Gymnasien gibt es in Münsterschwarzach (Egbert-Gymnasium), Volkach-Gaibach (Franken-Landschulheim Schloss Gaibach), Wiesentheid (Steigerwald-Landschulheim) und Kitzingen (Armin-Knab-Gymnasium).

### Vereine und Verbände
Der Reit- und Fahrverein wurde 1974 gegründet. Vom Trautberg bei Castell zog er 1998 nach Atzhausen um. Der Verein hat mehr als 100 Mitglieder aus dem Landkreis Kitzingen.